# علامة الخدمة

شعار خيالي يستخدم رمز علامة الخدمة.

علامة الخدمة هي علامة تجارية مستخدمة في بعض البلدان، وخاصة الولايات المتحدة، لتعريف خدمة وليس منتج. وعند تسجيل علامة الخدمة فيدراليًا، يمكن استخدام رمز التسجيل القياسي ® أو «Reg U.S. Pat وTM Off»; (نفس الرمز المستخدم لتمييز العلامات التجارية المميزة). وقبل تسجيل علامة الخدمة، من الشائع (مع بعض الصفات القانونية) استخدام رمز علامة الخدمة ℠ (حرف SM الفوقي).

## استخدام علامة الخدمة
تختلف علامة الخدمة عن العلامة التجارية في أن العلامة تُستخدم في الإعلان عن الخدمة وليس عن العبوات أو توصيل الخدمة، حيث إنه لا يوجد «عبوة» لوضع العلامة بداخلها، وهذه هي ممارسة العلامة التجارية. على سبيل المثال، يمكن لـشركة نقل خاصة طلاء علامة خدمتها الموجودة على سياراتها، كما هو الحال على الطائرات والأتوبيسات. ويمكن لمقدمي الخدمات الشخصية وضع علامات خدمتهم على سيارات التوصيل الخاصة بهم، كما هو الحال على شاحنات السباكين أو على الشاحنات المتحركة. مع ذلك، فإذا كانت الخدمة تتعامل مع الاتصالات، من الممكن استخدام علامة خدمة تتكون من صوت علامة تجارية صوتية) في عملية توصيل الخدمة. وقد تم القيام بذلك في حالة شركة إي تي آند تي، التي تستخدم نغمة صوتية تتبعها امرأة تنطق اسم الشركة للتعريف بخدمات المسافات الطويلة، وشركة موتور غولدوين ماير، التي تستخدم صوت زئير الأسد'، وشركة آر كي أو، التي تستخدم إشارة شفرة مورس لصورهم المتحركة.
بموجب قانون الولايات المتحدة، لعلامات الخدمة معايير استخدام مختلفة لاعتبار استخدامها في التجارة، وهي ضرورية لإتمام التسجيل وإيقاف انتهاكات المنافسين. وعادةً ما يلزم استخدام العلامة التجارية مباشرة أو بالاقتران مع بيع السلع، كما هو الحال في المتجر. وبما أن الخدمات غير محددة بواسطة منتج مادي، فإن استخدام علامة الخدمة على الأزياء الموحدة أو سيارات مقدمي الخدمة أو في الإعلانات يُقبل بدلاً من ذلك بوصفه استخدامًا تجاريًا. مع ذلك، ومثل العلامات التجارية، يجب اجتياز علامة الخدمة لاختبار التمييز حتى تؤهل كعلامة للخدمة. حاولت مجموعة ثريفتي إنك تقديم طلب لعلامة خدمة تصف مظاهر عملهم (الزي الموحد والمباني والسيارات المحددة) ولكون لأن الطلب كان «أزرق اللون»، فقد تم رفضه بحجة أنه لم يكن محدد بشكل كافٍ، وتم تأييد الرفض في الاستئناف.
تتوفر علامة الخدمة في يونيكود كرمز U+2120; وتُعرض في برامج التصفح القادرة على يونيكود في صورة ℠.
ويكون كيان HTML هو &#8480;.